# الاتحاد الديمقراطي السنغالي
الاتحاد الديمقراطي السنغالي (بالفرنسية : Union Démocratique Sénégalais) هو حزب سياسي في السنغال، تأسس عام 1946 من قبل مجموعات الدراسة الشيوعية. أصبح الحزب تابعًا باعتباره القسم السنغالي من التجمع الديمقراطي الأفريقي.
في وقت لاحق تم طرد الحزب من التجمع الديمقراطي الأفريقي، واستبداله بالحركة الشعبية السنغالية الأقل تطرفا.
في عام 1956، قرر الحزب الاندماج في الكتلة الشعبية السنغالية. لعبت كوادر الحزب السابقة دورًا مهمًا في تشكيل حزب إعادة التجمع الأفريقي - السنغال.